# 小林知己
小林 知己（、1948年〈昭和23年〉8月19日 - 2009年〈平成21年〉）は東宝の特殊技術専門の造型家。彫刻家。新潟県出身。

## 来歴・人物
専門学校卒業後、背景画家の島倉二千六の紹介で1973年に東宝映像美術に入社した。当初は島倉と同じく背景画家を志していたが、造型部に配属されて安丸信行に師事し、造型マンとして活動した。
1989年の『ゴジラvsビオランテ』では、多忙な安丸に代わってゴジラの頭部原型とスーツ製作を担当した。その後、1991年の『ゴジラvsキングギドラ』で正式にクレジットされ、翌1992年の『ゴジラvsモスラ』より造型チーフとなる。
安丸は、小林について無口だが仕事は真面目で巧かったと述べている。平成ゴジラVSシリーズでゴジラのスーツアクターを務めた薩摩剣八郎は、小林について職人肌で口数が少なかったが人情味があり、無理な意見にも応じてくれたことを証言している。同シリーズで美術助手を務めた小川正は、小林はゴジラよりも広島平和記念資料館などの史実の再現にのめり込んでいたと述懐している。
平成ゴジラシリーズで大変だったこととして時間がないことを挙げており、研究する時間や予算がないため従来の手法を踏襲していくしかなかったと述べている。
2009年、癌のため死去。怪獣造型としては、『ゴジラ FINAL WARS』のマンダが最後となった。

## 主な参加作品

### 映画
- 1973年 - ゴジラ対メガロ：造形助手[1]
- 1973年 - 日本沈没：石膏助手
- 1974年 - ゴジラ対メカゴジラ：造形助手
- 1975年 - メカゴジラの逆襲：造形助手
- 1977年 - ハウス[1]
- 1977年 - 惑星大戦争：造形助手
- 1984年 - さよならジュピター：造形助手
- 1984年 - ゴジラ：造型助手
- 1987年 - 竹取物語：造形助手
- 1989年 - ガンヘッド：石膏助手
- 1989年 - ゴジラvsビオランテ：造型助手[3]
- 1991年 - ゴジラvsキングギドラ：造型チーフ
- 1992年 - ゴジラvsモスラ：造型チーフ
- 1993年 - ゴジラvsメカゴジラ：造型チーフ
- 1994年 - ヤマトタケル：造型チーフ
- 1994年 - ゴジラvsスペースゴジラ：造型チーフ
- 1995年 - ゴジラvsデストロイア：造型チーフ
- 1996年 - モスラ：造型チーフ
- 1997年 - モスラ2 海底の大決戦：造型チーフ
- 1998年 - モスラ3 キングギドラ来襲：造型チーフ
- 2004年 - ゴジラ FINAL WARS：造型チーフ[3]
- 2006年 - 犬神家の一族：造型チーフ

### テレビドラマ
- 1973年 - 流星人間ゾーン[1]

### 博物館・テーマパーク
- 広島平和記念資料館 - 被爆再現人形[15]
- 北島三郎記念館 - 北島三郎像[13]

### その他
- ゴジラ像制作[16]
  - 日比谷シャンテ 合歓の広場 （1995年公開）
  - 東宝スタジオ メインゲート（2007年公開）
  - 国立歴史民俗博物館 第6展示室（2010年公開）[注釈 4]

## 主なキャラクター造型
| 公開年 | 作品名                   | 担当したキャラクター |
| ------ | ------------------------ | --- |
| 1973年 | ゴジラ対メガロ           | - ゴジラ - メガロ - ガイガン                                                                                            |
| 1989年 | ゴジラvsビオランテ       | ゴジラ |
| 1991年 | ゴジラvsキングギドラ     | - ゴジラ 1/3モデル雛型 - ゴジラザウルス粘土原型 - キングギドラ 飛び人形粘土原型 - メカキングギドラ 飛び人形メカ頭部原型 |
| 1992年 | ゴジラvsモスラ           | ゴジラ |
| 1993年 | ゴジラvsメカゴジラ       | ゴジラ（監修） |
| 1994年 | ヤマトタケル             | ヤマタノオロチ |
| 1994年 | ゴジラvsスペースゴジラ   | ゴジラ（監修） |
| 1995年 | ゴジラvsデストロイア     | - ゴジラ - ゴジラジュニア（雛型）                                                                                       |
| 1996年 | モスラ                   | - モスラ成虫 - 新モスラ成虫                                                                                             |
| 1997年 | モスラ2 海底の大決戦     | - レインボーモスラの翼 - 水中モード・モスラ                                                                             |
| 1998年 | モスラ3 キングギドラ来襲 | 原始モスラ |
| 2004年 | ゴジラ FINAL WARS        | マンダ |